# 白尾獴
白尾獴 是一种生活在撒哈拉沙漠以南的非洲广大地区以及阿拉伯半岛南部的獴科动物。

## 亚种
白尾獴包括以下亚种
- 白尾獴指名亚种（学名： (G.[Baron] Cuvier, 1829)）
- （学名： (Hollister, 1916)）
- （学名： (Thomas, 1890)）
- （学名： Roberts, 1924）
- （学名： (Thomas, 1904)）
- （学名： (Thomas, 1904)）
- （学名： (Temminck, 1853)）